# Émilie Le Pennec
Émilie Le Pennec (La Garenne-Colombes, 31 december 1987) is een voormalig turnster uit Frankrijk. Ze vertegenwoordigde haar vaderland op de Olympische Zomerspelen 2004 in Athene. Hier was ze de eerste turnster die een olympisch gouden medaille voor Frankrijk behaalde.
Le Pennec nam niet deel aan de Europese kampioenschappen in 2006 om zich te concentreren op haar schoolwerk en ze kon niet deelnemen aan de Wereldkampioenschappen in 2006 door een blessure aan haar enkel. Na meerdere blessures in haar laatste jaren liet ze in 2007 officieel weten dat ze stopte met de topsport.

## Resultaten

### Olympische Zomerspelen
| Jaar | Plaats | Resultaten                                                  |
| ---- | ------ | ----------------------------------------------------------- |
| 2004 | Athene | 6e Team meerkamp · 14e Individuele meerkamp · Brug ongelijk |

### Wereldkampioenschappen
| Jaar | Plaats    | Resultaten                        |
| ---- | --------- | --------------------------------- |
| 2003 | Anaheim   | 11e Individuele meerkamp 5e Vloer |
| 2005 | Melbourne | 5e Individuele meerkamp 6e Vloer  |

### Europese kampioenschappen
| Jaar | Plaats    | Resultaten                                                |
| ---- | --------- | --------------------------------------------------------- |
| 2004 | Amsterdam | 7e Team meerkamp                                          |
| 2005 | Debrecen  | 8e Individuele meerkamp · Brug ongelijk · 8e Balk · Vloer |

### Top scores
Hoogst behaalde scores op mondiaal niveau (Olympische Spelen of Wereldkampioenschap finales).
| Onderdeel            | Score  | Wedstrijd                   | Locatie   |
| -------------------- | ------ | --------------------------- | --------- |
| Individuele meerkamp | 36.674 | Wereldkampioenschappen 2005 | Melbourne |
| Brug ongelijk        | 9.687  | Olympische Zomerspelen 2004 | Athene    |
| Vloer                | 9.387  | Wereldkampioenschappen 2003 | Anaheim   |